# The Howards of Virginia
The Howards of Virginia is een Amerikaanse dramafilm uit 1940 onder regie van Frank Lloyd. Het scenario is gebaseerd op de roman The Tree of Liberty (1939) van de Amerikaanse auteur Elizabeth Page.

## Verhaal
In 1754 hoort Matt Howard in de Britse kolonie Virginia dat zijn vader is omgekomen tijdens schermutselingen aan het begin van de Zevenjarige Oorlog. Twaalf jaar later wordt hij in de hoofdstad Williamsburg verliefd op Jane Peyton, een meisje uit de hogere kringen. Ondanks het standsverschil besluit ze met Matt te trouwen. In de jaren 1770 roepen de belastingen van de Kroon almaar meer weerstand op bij de kolonisten. Wanneer Matt deelneemt aan de Amerikaanse Onafhankelijkheidsoorlog, zoekt Jane met hun kinderen toevlucht bij haar broer Fleetwood.

## Rolverdeling
| Acteur           | Personage                  |
| ---------------- | -------------------------- |
| Cary Grant       | Matt Howard                |
| Martha Scott     | Jane Peyton-Howard         |
| Cedric Hardwicke | Fleetwood Peyton           |
| Alan Marshal     | Roger Peyton               |
| Richard Carlson  | Thomas Jefferson           |
| Paul Kelly       | Kapitein Jabez Allen       |
| Irving Bacon     | Tom Norton                 |
| Elisabeth Risdon | Tante Clarissa             |
| Anne Revere      | Mevrouw Norton             |
| Tom Drake        | James Howard (16 jaar)     |
| Phil Taylor      | Peyton Howard (18 jaar)    |
| Rita Quigley     | Mary Howard (17 jaar)      |
| Libby Taylor     | Dicey                      |
| Richard Gaines   | Patrick Henry              |
| George Houston   | George Washington          |
| Ralph Byrd       | James Howard               |
| Dickie Jones     | Matt Howard (12 jaar)      |
| Buster Phelps    | Thomas Jefferson (11 jaar) |
| Wade Boteler     | Oom Reuben                 |
| Mary Field       | Susan Howard               |
| Roy Gordon       | Kolonel Jefferson          |
| Charles Francis  | Mijnheer Douglas           |

## Prijzen en nominaties
| Jaar | Prijs  | Categorie              | Genomineerde(n) | Uitslag     |
| ---- | ------ | ---------------------- | --------------- | ----------- |
| 1940 | Oscars | Beste originele muziek | Richard Hageman | Genomineerd |
| 1940 | Oscars | Beste geluid           | Jack Whitney    | Genomineerd |